# Jakob Košar
Jakob Košar, slovenski pesnik, narodni buditelj in duhovnik, *14. julij 1814, Slaptinci, † 13. april 1846, Gradec.

## Življenjepis
Jakob Košar je od leta 1824 do leta 1830 obiskoval gimnazijo v Mariboru skupaj s Stankom Vrazom in Francem Miklošičem. V Gradcu je zaključil študij filozofije ter teologije in do 1842. leta kaplanoval v Maria Trostu, nato pa postal dvorni kaplan sekovskega škofa. Poznal je veliko evropskih jezikov, predvsem vse slovanske jezike, ter bil zaradi vsestranske izobraženosti in prikupnega značaja splošno priljubljen. Med mladino, ki se je v 30. letih v Gradcu ogrevala za preporoditeljske ideje, je zavzemal vidno mesto. 
Telesno naj bi bil srednje postave, s črnimi očmi in v obraz zelo podoben Napoleonu.

## Literarno delo
Njegovi literarni poskusi so ostali v rokopisu in jih danes ni moč najti. Leta 1872 je po Trstenjakovem sporočilu njegova ostalina, razen prevodov iz Schillerja, Gessnerja in Horacija, obsegala še 30 izvirnih pesmi; od teh so 4 natisnjene v Zori 1872: Žetva, Pasterica, Življenje in Jutro. V njih mladi pesnik (vse so iz dijaških let) opeva idiličnost življenja na kmetih, podaja slike iz narave in po Schillerjevem vzorcu meditira o življenjskih prevarah. Jezik je neizpiljen, leksikalno neenoten in slovnično pomanjkljiv, kar dela dikcijo nepesniško. Pozneje je postala njegova poezija, kolikor se da sklepati po pesmih, ki so se ohranile v prepisu kanonika Jožefa Pajeka, vsebinsko prozaična. Skoraj brez izjeme je tematika poučna, prevladujejo basni, ostali motivi pa so večinoma malenkostni (Šparavna žena, Kvokača). Nekateri motivi so obravnavani s satirično primesjo (Od Biserjanske vesi, Verženske). Gostobesednost ter pogosta banalnost, vse te napake slovenjegoriških verzifikatorjev od Volkmerja do Gutmana, so opazne pri Košarju. Sorodnost, ki jo kažejo njegove satirične pesmi z Gutmanom, govori za verjetnost Macunovega sporočila, da je bil soudeležen pri izdaji Novega vedeža. Morda je kaj malega pomagal tudi Antonu Murku pri slovarju, ki ga je ob izidu počastil s pesmijo. Košar je vsaj do leta 1840 pisal v dajnčici.
Pesmi:
- Žetva (1872)
- Pasterica (1872)
- Življenje (1872)
- Jutro (1872)
- Šparavna žena
- Kvokača
- Od Biserjanske vesi
- Verženske

Prevodi:
- Friedrich Schiller: Zvon (1831)